# ロベルト・ヒルバート
ロベルト・ヒルバート（Roberto Hilbert, 1984年10月16日 - ）は、西ドイツ・フォルヒハイム出身の元サッカー選手。元ドイツ代表である。現役時代のポジションはDF。

## 経歴

### クラブ
1990年にSpVggヤーン・フォルヒハイムの下部組織に入団し、その後2度に渡って1.FCニュルンベルクに在籍した。2002年、4部の1. SC Feuchtに移籍し、中心選手として活躍した。2003年にレギオナルリーガ（3部）に昇格し、そこで彼は26試合に出場して10得点した。2004年、以前に所属していたSpVggグロイター・フュルトに呼び戻され、ツヴァイテリーガ（2部）でプレーした。2005-06シーズン、彼は34試合に出場して3得点した。
2006年夏、VfBシュトゥットガルトに移籍した。移籍初年度からポジションを掴み、クラブの15シーズンぶりのリーグ優勝に貢献した。主に右サイドミッドフィールダーとして出場するが、しばしば右サイドバックを務める。マリオ・ゴメスの欠場時には、より攻撃的なポジションでプレーしたこともあり、2006-07シーズンはチーム3位の7得点を決めた。
2010年夏、トルコ・スュペルリグのベシクタシュJKへ移籍した。
2013年7月、バイエル・レバークーゼンに移籍し、3年ぶりにブンデスリーガに復帰した。
2017年、SpVggグロイター・フュルトに復帰した。
2019年1月6日、現役引退を発表した。

### 代表
U-21ドイツ代表としては12試合に出場して3得点を決めている。2007年3月28日、親善試合のデンマーク代表戦でドイツ代表デビューした。

## 所属クラブ
- 2002-2004  1.SCフォイヒト（ドイツ語版）
- 2004-2006  SpVggグロイター・フュルト
- 2006-2010  VfBシュトゥットガルト
- 2010-2013  ベシクタシュJK
- 2013-2017  バイエル・レバークーゼン
- 2017-2019  SpVggグロイター・フュルト

## タイトル
VfBシュトゥットガルト
- ブンデスリーガ : 2006-07

ベシクタシュJK
- テュルキエ・クパス : 2010-11